# Pallacanestro Palestrina
O S.S.D. Basket Palestrina 1962 arl , conhecido também como Citysightseeing Palestrina por motivos de patrocinadores, é um clube de basquetebol baseado em Palestrina, Lácio, Itália que atualmente disputa a Série B, relativa à terceira divisão italiana. Manda seus jogos no Palalaia com capacidade de 1.096 espectadores. O clube fundado em 1962 possui o título nacional Sub-21 de 2010.

## Histórico de Temporadas
| Temporada | Nível | Liga         | Pos. | J     | PL  | Resultado            |
| --------- | ----- | ------------ | ---- | ----- | --- | -------------------- |
| 2010-11   | 3     | A dilettanti | 16º  | 6-24  |     | Rebaixado            |
| 2011-12   | 4     | DN B         | 14º  | 11-21 |     | Rebaixado            |
| 2012-13   | 5     | DN C         | 3º   |       |     | Promovido repescagem |
| 2013-14   | 4     | DN B         | 10º  | 13-17 |     |                      |
| 2014-15   | 3     | Serie B      | 1º   | 23-3  | 3-3 | Semifinaisplayoff C  |
| 2015-16   | 3     | Serie B      | 2º   | 23-5  | 3-3 | Semifinaisplayoff C  |
| 2016-17   | 3     | Serie B      | 3º   | 22-8  | 5-6 | Finalistaplayoff 3   |
| 2017-18   | 3     | Serie B      | 2º   | 24-6  | 5-5 | Finalistaplayoff 3   |
| 2018-19   | 3     | Serie B      | 2º   | 25-5  | 7-5 | Finalistaplayoff 3   |
| 2019-20   | 3     | Serie B      |      |       |     |                      |

fonte:eurobasket.com